# Юсупово (Челябинская область)
Юсу́пово — деревня в Нязепетровском районе Челябинской области России. Входит в состав Гривенского сельского поселения.

## География
Деревня находится на расстоянии примерно 36 км к юго-юго-востоку (SSE) от города Нязепетровск, административного центра района. Абсолютная высота — 426 м над уровнем моря.

## Население
| 2002 | 2010 |
| ---- | ---- |
| 116  | ↘78  |

### Половой состав
По данным Всероссийской переписи, в 2010 году численность населения деревни составляла 78 человек (36 мужчин и 42 женщины).

## Улицы
Уличная сеть деревни состоит из двух улиц (ул. Молодёжная и ул. Советская).